# Asesinato de Avaz Hafizli
El periodista, bloguero y miembro de la comunidad LGBTQ+ azerbaiyano Avaz Hafizli fue asesinado el 22 de febrero de 2022  en el patio del apartamento donde vivía en Bakú. El primo de Hafizli, Emrulla Gulaliev, cometió el crimen.

## Historia
Avaz Hafizli era un periodista que cubría temas LGBTQ+. Participó en manifestaciones contra la ley de medios de Azerbaiyán, exigiendo que el gobierno pusiera fin a la discriminación contra los ciudadanos LGBTQ+, y agitando la bandera del arco iris frente a la administración presidencial. Un activista azerbaiyano que trabajó con Hafizli dijo a PinkNews que fue víctima de indefensión por parte de los cuerpos de seguridad.
La influencer azerbaiyana Sevinj Huseynova publicó en 2021 llamados a la violencia contra personas LGBT+ en su cuenta de Instagram  y emitió amenazas contra esta comunidad. En particular, llamó a la "destrucción física de las «minorías sexuales» y los transexuales".
Tras el asesinato de una joven mujer trans después de estas manifestaciones de odio en línea, Hafizli se encadenó a una valla cerca de la oficina del fiscal general en 2021 para protestar contra las amenazas a la comunidad gay y las amenazas de muerte en su contra, acusando a Sevinj Huseynova, la policía y el gobierno de Azerbaiyán de haber puesto precio a su cabeza por un monto de 2700 euros. Siempre sufrió presiones de su familia y allegados debido a su orientación sexual.
Desde julio de 2021, la bloguera azerbaiyana Sevinj Huseynova publicó contenido en su cuenta de Instagram contra la comunidad LGBTQ+ del país, llamando a cometer actos de violencia y asesinatos contra personas trans y gays, y amenazandolos de muerte. Hafizli afirmó haber recibido amenazas por parte de los familiares de Huseynova después de sus discursos. El 5 de septiembre, se quejó de las acciones de Sevinj Huseynova en una comisaría y también declaró en su cuenta de redes sociales que Huseynova sería responsable de todos los incidentes que le ocurrieran. Hafizli declaró en repetidas ocasiones que su vida estaba en peligro y actuó para atraer la atención de las fuerzas del orden.

## Asesinato
El 22 de febrero de 2022, Gulaliev se entera de que Hafizli está solo en su casa en Balakhani. Toma un cuchillo, se dirige a la vivienda de Hafizli, lo llama al patio, lo arroja al suelo y lo hiere en la garganta. Después, Gulaliev apuñala a Hafizli en varias partes del cuerpo y lo mata, mutilando su cuerpo y sus genitales. Más tarde, se entrega a la policía.
Según el periódico Star Observer, se cometieron actos homofóbicos incluso después del asesinato. Tras su muerte, el cadáver de Hafizli fue envuelto en una alfombra sucia, y los policías y médicos que llegaron al lugar se negaron a tocar o transportar el cuerpo. Por esta razón, sus amigos trasladaron el cuerpo de Hafizli a la morgue. Según las fuerzas del orden de Azerbaiyán, Gulaliev estaba en estado de ebriedad cuando cometió el crimen.

## Juicio
El 29 de julio de 2022, Emrulla Gulaliev fue condenado por el tribunal de Bakú por su crimen. Según el veredicto, Emrulla Gulaliev fue declarado culpable en virtud del artículo 120.1 (asesinato) del Código Penal de Azerbaiyán y sentenciado a 9 años y 6 meses de prisión.
Los amigos de Hafizli no quedaron satisfechos con el fallo, argumentando que no se tuvieron en cuenta las circunstancias agravantes de las mutilaciones post mortem ni el contexto homófobo. Como no hay leyes que protejan a la gente LGBT de la discriminación en Azerbaiyán, no se trató como un crimen de odio.

## Reacciones
La comunidad LGBT de Azerbaiyán se movilizó tras este crimen y envió una petición al presidente de la República, Ilham Aliyev; al ministro de Justicia y al fiscal general para denunciar la injusticia del caso.
En mayo de 2022, un grupo de diputados de la Asamblea Parlamentaria del Consejo de Europa tomó la iniciativa de adoptar una resolución sobre las amenazas contra la vida y la seguridad de los periodistas y defensores de los derechos humanos en Azerbaiyán. Los diputados mencionaron específicamente el asesinato de Avaz Hafizli, así como otros incidentes.